# Конвой JW-52
Конвой JW-52 — арктический конвой времён Второй мировой войны.
JW-52 был отправлен в СССР 17 января 1943 года со стратегическими грузами и военной техникой из США, Канады и Великобритании из залива Лох Ю в Шотландии. В его состав входило 14 грузовых судов. Прикрытие конвоя осуществлялось несколькими группами кораблей союзников. 27 января конвой JW-52 вошел в Кольский залив. Потерь не имел.
Во время прохождения конвоя было сбито два немецких торпедоносца «Не-115».